# هاني الفكيكي
هاني توفيق الفكيكي سياسي ومؤرخ عراقي ولد في بغداد سنة 1936 وهو أحد أبرز قادة الجيل الأول من حزب البعث، شغل منصب عضو القيادة القطرية لحزب البعث في العراق. فُصل من الحزب سنة 1963 وصار في أواخر سنواته نائباً لرئيس للمؤتمر الوطني العراقي.

## سيرته ومذكراته
أنتسب الى حزب البعث عام 1954 أي عمره 18 عاما! وشارك في هذا السن الصغير في مسؤوليات حزبية ورسمية كبيرة بعد ذلك شارك في انقلاب 8 شباط 1963 ضد نظام عبد الكريم قاسم واصبح عضو قيادة قطر العراق للحزب في العراق وعضو مجلس قيادة الثورة، ثم اطيح به في انقلاب 11 و18 تشرين الثاني/نوفمبر 1963 الذي قاده الرئيس العراقي عبد السلام عارف ضد البعثيين وميليشيا الحرس القومي، وفصل بعدها من حزب البعث العراقي عام 1964 ثم أكمل دراسة الصيدلة في جامعة بغداد عام 1969 وأعتقل بعدها عدة مرات خلال فترة حكم حزب البعث الثانية برئاسة أحمد حسن البكر حتى غادر العراق نهائيا عام 1979 إلى منفاه في لندن.
تعد مذكراته كتاب اوكار الهزيمة (تجربتي في حزب البعث العراقي) من أهم الكتب التي تناولت تجربة حكم البعث الأول 1963 وتاريخ الحزب والكتاب يتألف من 384 صفحة من القطع المتوسط وهو كتاب سيرة ذاتية لكاتبه القيادي البعثي السابق ولا يخلو من الجرأة والشجاعة الادبية في نقد الذات لما قام به في الماضي من أخطاء مأساوية، وبالتالي هدفه عرضه للأجيال اللاحقة للاتعاظ من التجربة القاسية والمرة والبحث عن طريق فيه حفظ حرية وكرامة الجميع بدون استثناء. احتوى الكتاب على نقد متعمق في تجربة حكومة حزب البعث العراقي حين ترأسَ الحزبُ الحكومةَ سنة 1963.

## عائلته
تزوج من السيدة فوزية توفيق الشهرباني ولهُ ثلاثة أبناء (حيدر وياسر و مريم).

## وفاته
توفي السياسي هاني الفكيكي في العاصمة البريطانية لندن في يوم 17 كانون الثاني/يناير 1997.، ولقد ذكر موقع ريليف ويب أن الحكومة العراقية رفضت أن يُدفن جثمان هاني الفكيكي في بغداد، فنُقلَ جثمانه إلى دمشق ودُفنَ في مقبرة السيدة زينب.